# Batuhan Kör
Batuhan Kör (* 9. März 2001 in Trabzon) ist ein türkischer Fußballspieler. Der Stürmer steht bei Trabzonspor unter Vertrag und ist momentan an Bursaspor verliehen.

## Verein
Kör startete seine Karriere in der Jugend von Bursaspor und debütierte dort am 19. September 2020 für den Zweitligisten beim 2:0-Auswärtssieg gegen Altınordu Izmir. Anschließend etablierte er sich als Stammspieler. Nach guten Leistungen wurde er im Januar 2022 von Trabzonspor für die Süper Lig verpflichtet. Bis zum Saisonende blieb er jedoch weiter leihweise bei Bursaspor.

## Nationalmannschaft
Am 26. März 2021 spielte Kör erstmals für die türkische U-21 bei einer 1:4-Testspielniederlage in Kroatien. Knapp drei Monate später erzielte er gegen die Ukraine seinen ersten Treffer für die Auswahl. Auch in der folgenden U-21-Qualifikation zur Europameisterschaft 2023 kam er gegen Schottland (1:1) zum Einsatz.